# Скупштина у Београду (јул 1840)
Скупштина у Београду је одржана 20 — 28. јула 1840.

## Друга скупштина за прве владе Кнеза Михаила
Неспоразум између Кнеза и Савета заоштравао се све више. Уставобранитељи, чије се воћство налазило у Савету, подигли су буну у појединим крајевима, али је било метежа у целој земљи. Буна је била савладана, a некоји уставобранитељски вођи морали су напустити земљу. Извештена о немирима, Порта je y Београд послала свога комесара Муса-ефендију да извиди узроке немира и да испита тужбе које су Порти стизале на стање у Србији.
По доласку комесара Муса-ефендије, Кнез Михаило у споразуму с комесаром сазвао је ванредну скупштину за 20. јули 1840. у Београд. Скупштина је требало да саслуша ферман који је комесар донео од Порте и да одговори на питања која јој комесар постави. На скупштину су једним циркуларом позвани митрополит и сви архијереји, из сваког округа по један протојереј, начелници свију округа, најстарији чланови окружних судова и из сваког округа по неколико главних кметова. Самих кметова било је на тој скупштини 170. Депутирци су донели собом уредна пуномоћја од народа који заступају, у којима је стајало да су опуномоћени да закључују и раде све оно што је од користи за „благостојаније мира и доброг поретка".
Скупштина се састала у Београду, на Калемегдану, на ливади изван града, покрај Дунава. Било је на томе месту разапето више шатора, a војска с музиком чинила је ред и дочекивала угледне личности „одајући им почаста према чину". Кад су се окупили депутирци стигао је и Кнез са свитом, a после њега Портин комесар са београдским везиром и својом пратњом. Скупштини је присуствовао и тадашњи руски консул у Београду Вашченко, a од вођа уставобранитеља није на њој било никога. Пошто су Кнез и Портин комесар измењали посете прочитан је ферман прво на турском, па по томе на српском језику. Затим је узео реч комесар Муса-ефендија који је екупштини поставио четири питања и тражио да му преко митрополита одмах на њих одговори. Комесар је скупштинарима поставио ова питања:
- 1 како су задовољни ферманом који им је прочитан?;
- 2 јесу ли благодарни на уставу?;
- 3 кад су задовољни уставом, зашто су се подигли и у гомиле скупили?;
- 4 зашто неке чиновнике неће да имају у служби?

Комесар је тражио да му сваки скупштинар понаособ одмах да писмени одговор, па је у томе циљу из неке кожне торбе извадио 200 зарезаних пера и хартију да се то раздели депутирцима. Депутирци су, преко окружних начелника, одговарали да су задовољни уставом, да се народ не буни, него да се „буне они који у граду траже заштиту, a од своје домаће власти се склањају и одмећу." Депутирци су гласно тражили да се у Србију врати стари Кнез Милош, пошто је „направедно изгнан". На тражење комесарово да одмах, и сваки понаособ, даду тражени одговор, скупштинари су комесару одповорили да је то немогуће сада на лицу места извршити и да ће му одговоре предати накнадно. Препирка око тога трајала је дуже. Напослетку су сви окружни начелници изјавили комесару да је рок за одговор кратак, да посланици ни ферман нису добро разумели, и да ће му се одговор накнадно предати. Комесар је, на крају, пристао на ову солуцију.
23. јула скупштина се састала да одговори на питања комесара. Једним дугачким актом она је оптужила као виновнике нереда Тому Вучића Перишића, Аврама Петронијевића, Лазара Теодоровића, Илију Гарашанина, Милутина Гарашанина, Ст. Симића, Јеврема Ненадовића, проту Матеју Ненадовића, Лазара Зубана, Симу Милутиновића-Сарајлију, Ст. Книћанина и друге уставобраетитеље, и за овамог понаособ истакла у чему се састоји његова кривица. Тај акт потписали су сви учесници ове народне скупштине по окрузима и он је сутрадан, 24. јула, предан званично Портином комесару. Засебан одговор на постављена питања поднели су архијереји и свештена лица; засебан акт следио је по томе и од чланова Савета, од чланова Апелационог суда и од чланова Окружних судова.
Скупштина је, после тога, наставила рад у Топчидеру и донела неколико одлука о одржавању реда и мира у унутрашњости.
После ове окупштине, неколико најглавнијих уставобранитеља напуспило је Србију. Неки су отишли у Земун, a неки у Влашку и Турску.